# Hleďsebe (Bělá nad Radbuzou)
Hleďsebe (deutsch: Siehdichfür oder auch Sichdichfür) ist ein Gemeindeteil von Bělá nad Radbuzou im westböhmischen Okres Domažlice in Tschechien.

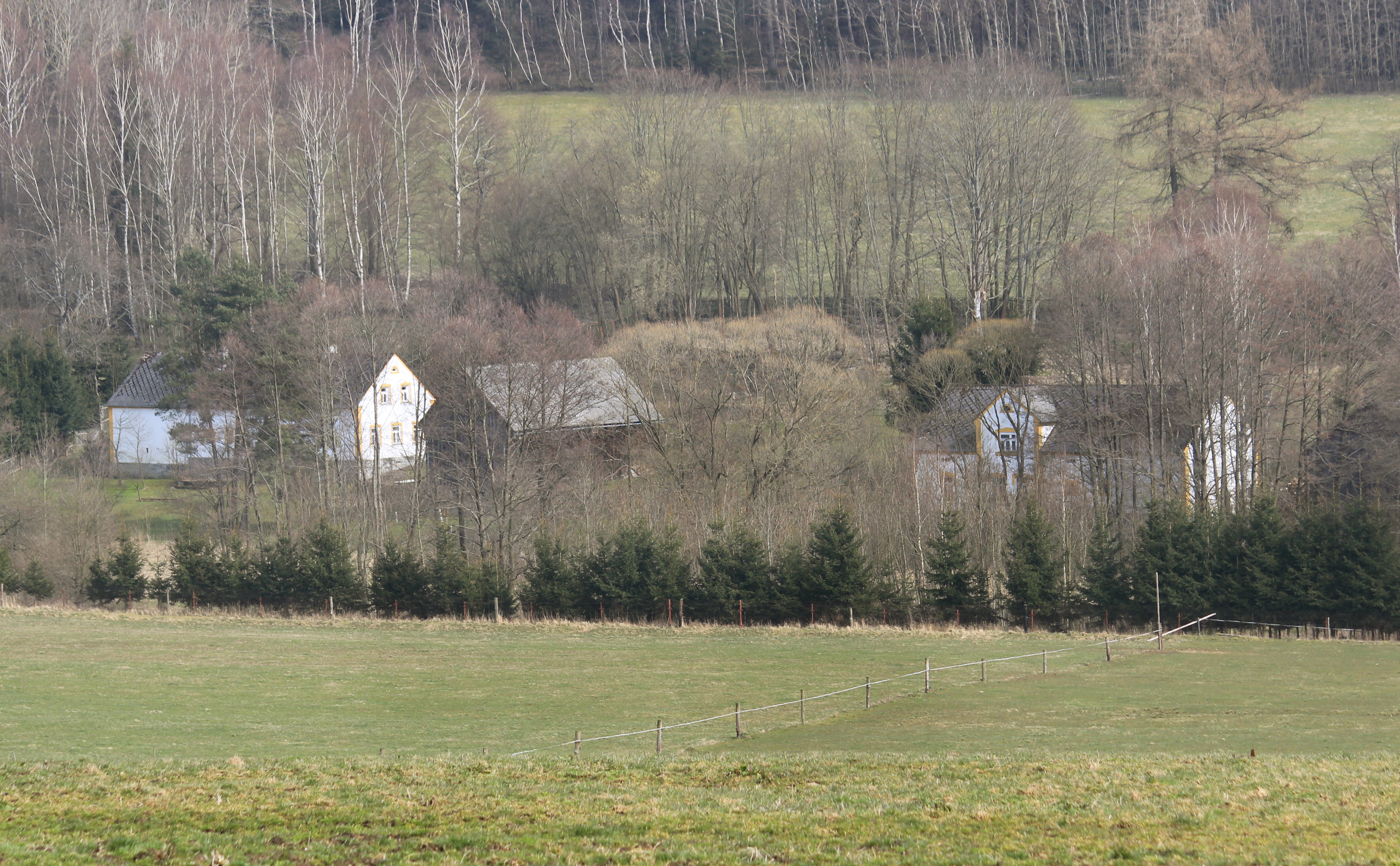
Hleďsebe

## Geografische Lage
Hleďsebe liegt auf dem Südostufer des Bystřický potok (deutsch: Waldweiher- oder Engelbach) ungefähr fünf Kilometer südlich von Bělá nad Radbuzou (deutsch: Weißensulz).

## Geschichte
Der Name Hleďsebe bedeutet übersetzt die Aufforderung Sieh dich vor! im örtlichen Dialekt: Siehdichfür oder auch Sichdichfür, wahrscheinlich entstanden durch an dieser Stelle gerufene Warnungen aus der Fuhrmannssprache.
Es ist dies ein Beispiel für eine deutsche Ortsgründung im Jahre 1607, deren tschechische Bezeichnung durch direkte Übersetzung des deutschen Ortsnamens entstand.
1629 erschien Siehdichfür in den Kirchenbüchern als nach Heiligenkreuz eingepfarrt.
1656 hatte Siehdichfür 2 Chalupner, einen Gärtner, 3 Kühe und ein Schwein.
Es wohnten dort die Familien Rebicer, Grundler und Mertzein.
1839 hatte Siehdichfür 11 Häuser und 83 Einwohner. Die Heiligenkreuzer Schafhütte und das herrschaftliche Jägerhaus gehörten zu Siehdichfür.
1913 gab es in Siehdichfür 10 Häuser, 97 Einwohner, eine Schafhütte, ein Forsthaus und zwei Einöden.
Siehdichfür war nach Wistersitz eingeschult und nach Heiligenkreuz eingepfarrt.

## Ortsgliederung
Hleďsebe ist Teil des Katastralbezirks Bystřice u Bělé nad Radbuzou.